# 薄竹镇
薄竹镇，原称老回龙镇，是中华人民共和国云南省文山壮族苗族自治州文山市下辖的一个乡镇级行政单位。

## 行政区划
薄竹镇下辖以下地区：
老回龙村、新回龙村、幕诗冲村、摆依寨村、白租革村、落水洞村、乐诗冲村、期路古村、老屋基村、母鸡冲村、五色冲村和牛克村。